# Li Yajie
Li Yajie (李亚杰S; 16 luglio 2002) è una tuffatrice cinese.

## Biografia
Ha vinto quattro medaglie ai campionati mondiali di nuoto, di cui un oro nel trampolino 1 metro a Budapest 2022.

## Palmarès
- Mondiali

Budapest 2022: oro nel trampolino 1m.
Fukuoka 2023: argento nel trampolino 1m.
Singapore 2025: argento nel trampolino 1m, bronzo nel sincro misto 3m.
- Giochi asiatici

Hangzhou 2023: oro nel trampolino 1m.